# Castello di Boisgibault
Il castello di Boisgibault si trova nel comune di Ardon, a 10 chilometri a sud di Orléans, nel dipartimento del Loiret.

## Storia
Le prime tracce dell'edificio risalgono al 1510 ma il maniero originale fu costruito nel 1680 e i successivi proprietari continuarono ad ampliare l'area per sviluppare il castello senza dotarlo di fortificazioni.
Nel 1712 venne acquistato da Joseph Charpentier, signore di Brandelong e Méliers, che lo dotò di una cappella nel 1756. Sempre al XVIII secolo risale probabilmente la costruzione delle due ali del castello.
Durante la Rivoluzione francese, il castello venne venduto e nel 1829 il castello fu acquistato dal marchese di Gasville, che fece di Boisgibault una delle più belle tenute di caccia della Sologne, estendendo le mura del parco di oltre un chilometro e realizzando ampi viali al posto dei boschi.
Il 31 dicembre 2001 il castello di Boisgibault è stato classificato monumento storico.